# Agave microceps
Agave microceps là một loài thực vật có hoa trong họ Măng tây. Loài này được (Kimnach) A.Vázquez & Cházaro mô tả khoa học đầu tiên năm 2007.